# Ivan Vrabec
Ivan Vrabec (* 12. října 1962) je bývalý slovenský fotbalista, obránce a fotbalový trenér.

## Fotbalová kariéra
V československé lize hrál za ZŤS Petržalka, Inter Bratislava a FC Nitra. V československé lize nastoupil ve 40 utkáních.

## Trenérská kariéra
Ve slovenské nejvyšší soutěži trénoval FC Nitra.(01/2011 - 03/2011)
Trenér OFK Dunajská Lužná.
Trenér A-týmu AS Trenčín (od 09/2013).

## Ligová bilance
| Ročník                                   | Zápasy | Góly | Klub             |
| ---------------------------------------- | ------ | ---- | ---------------- |
| 1. československá fotbalová liga 1984/85 | 14     | 0    | ZŤS Petržalka    |
| 1. československá fotbalová liga 1987/88 | 19     | 0    | Inter Bratislava |
| 1. československá fotbalová liga 1990/91 | 7      | 0    | FC Nitra         |
| CELKEM                                   | 40     | 0    |                  |